# اسپرسی دماوندی
اسپرسی دماوندی (نام علمی: Hedysarum hyrcanum var. incanescens) نام یک نوع گیاه از سرده اسپرسی است.